# Tubulipora pulchra
Tubulipora pulchra är en mossdjursart som beskrevs av William MacGillivray 1885. Tubulipora pulchra ingår i släktet Tubulipora och familjen Tubuliporidae. Inga underarter finns listade i Catalogue of Life.